# Mileševo (Bečej)
Pour les articles homonymes, voir Mileševo.
Mileševo (en serbe cyrillique : Милешево ; en hongrois : Drea) est un village de Serbie située dans la province autonome de Voïvodine. Il fait partie de la municipalité de Bečej dans le district de Bačka méridionale. Au recensement de 2011, il comptait 911 habitants.
Mileševo est officiellement classé parmi les villages de Serbie. 

## Démographie

### Évolution historique de la population
| 1948  | 1953  | 1961  | 1971  | 1981  | 1991  | 2002  | 2011 |
| ----- | ----- | ----- | ----- | ----- | ----- | ----- | ---- |
| 1 784 | 1 845 | 1 908 | 1 468 | 1 301 | 1 218 | 1 118 | 911  |

|  |